# Ведрана Грбовић
Ведрана Грбовић (Београд, 14. децембар 1987) српски је модел, такмичарка у изборима лепоте која је освојила титулу Мис Србије у 2006. години и представљала своју земљу у избору за Мис света 2006.

## Младост
Ведрана је рођена у Београду, и са породицом се касније преселила у Аустралију . Појављивала се на ревијама у Београду, Перту, Лос Анђелесу, у Грчкој и Италији . Освојила је титуле Мисс Пром 2004 и Мисс Земље у Аустралији ( В. А. ) 2005. Учествовала је у многим телевизијским емисијама у Србији, као и музичким видео клиповима и телевизијским рекламама .
Она је професионално обучена плесачица и глумица, и има дипломе из маркетинга и оглашавања .

## Мис Србије и Црне Горе
Као студенткиња у Перту, Ведрана је 2006. године проглашена за Мис Србије и Црне Горе.

## Друштвени рад
Ведрана активно потпомаже спровођење друштвених активности српске заједнице у аустралији, укњучујући оне које организује српска православна црква. Поред ових активности, као професионалац у области маркетинга,
Ведрана је учествовала у организацији Хопман купа у тенису 2008. године.